# Cine musical español

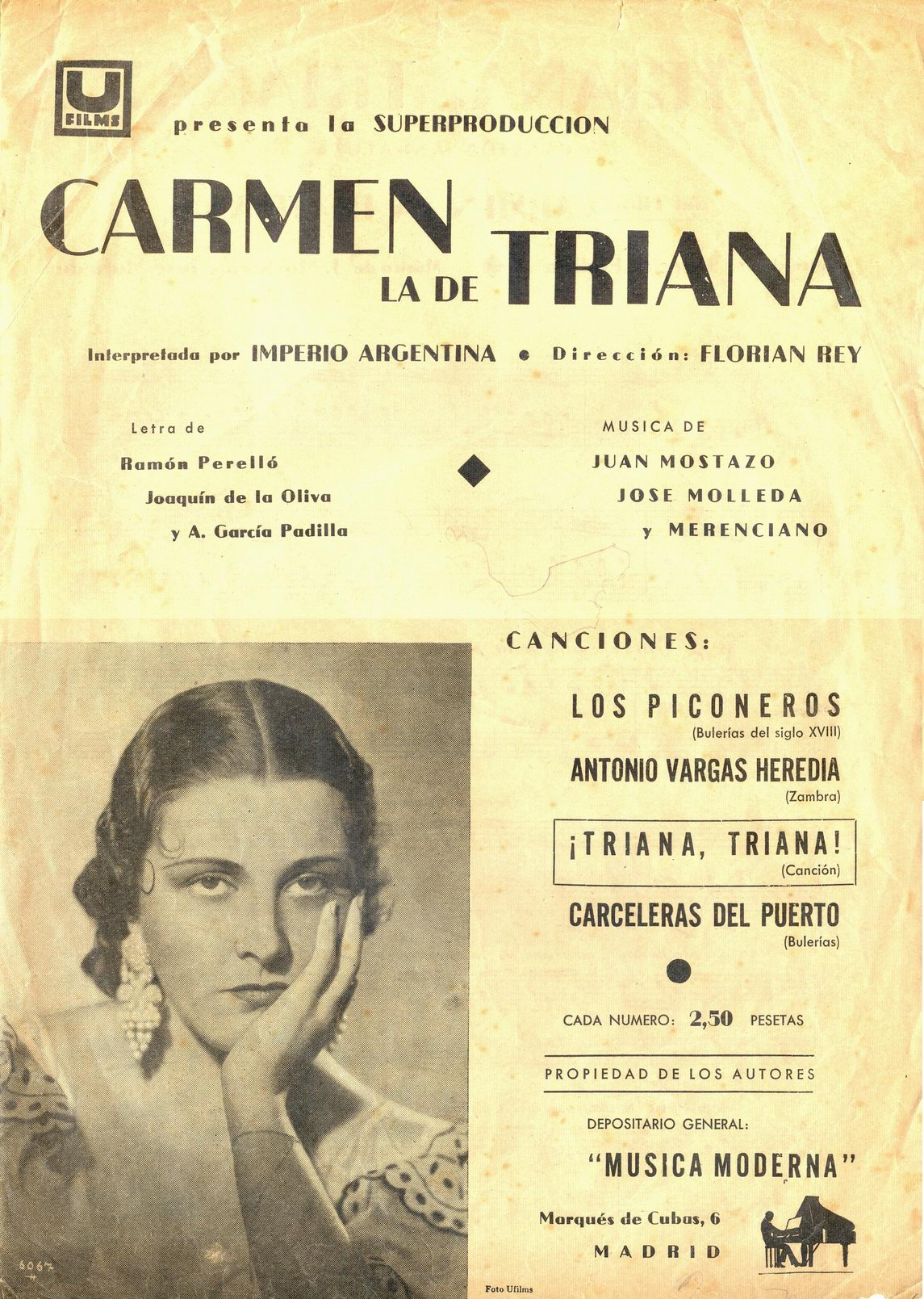
Carmen, la de Triana.

El cine musical en España se remonta a los inicios del cine sonoro, encontrándose los mejores títulos en la década de los 30. El cine musical español nace alimentado por la tradición y gustos musicales de la época: Zarzuela, Cuplé, copla, flamenco, revista y, ya en los 50, la música pop.
El musical es un género que caló de manera muy honda en España. Cinematografías vecinas como la francesa o la italiana, mucho más importantes a nivel cualitativo y cuantitativo, no han llegado a desarrollar un número significativo de películas musicales y, comparadas con la española, no se puede considerar que estas lleguen a formar un género cinematográfico nacional. Sin embargo, el musical es junto con el fantaterror el género más pródigo y de mayor impacto popular de la cinematografía ibérica. La gran diferencia entre ambos es que el fantaterror nunca ha dejado de producirse y su relevancia sigue siendo mayúscula. El musical, en cambio, ha desaparecido casi en su totalidad de la producción cinematográfica. Coincidiendo con el declive del musical norteamericano, a partir de los años 70 el número de títulos disminuyó radicalmente hasta haberse prácticamente extinguido en el presente. Pocos son los títulos musicales actuales y su tratamiento va desde el homenaje (La niña de tus ojos) hasta la parodia (El otro lado de la cama o 20 centímetros, sin canciones originales). Solamente Carlos Saura cultiva el género asiduamente, con su personal tratamiento minimalista, esteticista y experimental.

## Cine musical español frente al estadounidense
El cine musical español tuvo una creación y desarrollo independiente con respecto al estadounidense. Los puntuales musicales del resto de cinematografías occidentales tuvieron su razón en la mímesis o influencia del norteamericano. El español, en cambio se creó y fue formando como respuesta a los gustos locales del país.
El musical clásico estadounidense se basa en la síntesis de acción, música y baile. Por lo general, el musical español carece de esa síntesis por lo que, desde un punto de vista hollywoodiense, se trata más bien de un cine ilustrado con canciones. Eso no significa que las escenas musicales del cine español sean forzosamente simples o sencillas. Algunos de los episodios musicales del cine ibérico poseen gran fuerza y sofisticación. Sirva como ejemplo el musical "Embrujo", cuyas coreografías se realizaron adscribiéndose al movimiento surrealista de la vanguardia cinematográfica europea. También se encuentran cuidadas coreografías en las cintas La nueva Cenicienta (1964) y Acompáñame (1966). En casos particulares, se advierte el influjo del cine musical estadounidense. Es el caso de las coreografías de Todo es posible en Granada (1954), Diferente (1961) o Como dos gotas de agua (1963), pero el grueso del conjunto musical de la filmografía hispana tiene raíces y estilo español.

## Subgéneros del cine musical español

### Cine de folclóricas

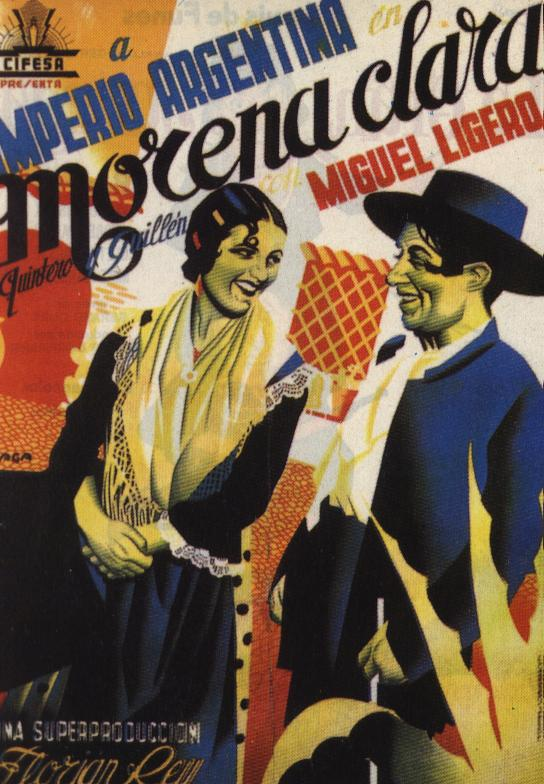
Morena Clara.

Es uno de los subgénero más cultivados por los cineastas españoles. Nace en la II República, con el nacimiento del sonoro y la pretensión de aprovechar la fama de la cantante y bailaora folclórica del momento. En este momento, el subgénero atrajo a más público que el cine traído de Hollywood. Cronológicamente, las primeras estrellas que destacan son Imperio Argentina, Estrellita Castro y Concha Piquer, que dominarían los años treinta y principio de los cuarenta protagonizando películas dirigidas en su mayoría por Florián Rey y Benito Perojo. El cine de folklóricas supuso para la Segunda República la expresión de un cine popular que quiso incluir a las clases populares y culturas regionales en su proyecto político. Durante el primer franquismo se siguió apoyando este género, pero con intenciones políticas diferentes: La integración de las clases populares en el nuevo sistema jerárquico. Esto llevó a una cierta ambigüedad, puesto que los argumentos, estrellas y directores seguían siendo los mismos. Este continuismo queda claro en ejemplos como Morena Clara. La primera versión (1936) de Florián Rey con Imperio Argentina es un ejemplo de integración de la etnia gitana y la mujer en la sociedad. La segunda versión, de 1954 y protagonizada por Lola Flores, mantiene ese feminismo implícito por ejemplo, en la figura de la jueza, algo imposible en la época. Este cine se exportó a Latinoamérica, donde gozó de una importante popularidad y, especialmente, a Alemania. El ministro de cultura alemán Goebbels aprobó en 1938 la creación en Berlín de la productora Hispano-Alemana Hispano-Films-Produktions. Todas las películas que se realizaron fueron musicales de folklóricas en ambas versiones, en español y alemán. De esa manera el cine germano tenía acceso al mercado latinoamericano. Como curiosidad, la película más importante rodada en Alemania, Carmen la de Ronda, contradice la política racial nazi, haciendo de Carmen una heroína gitana. 
El cine de folklóricas de los años treinta comparte similitudes argumentales en torno a la negociación social y cultural entre el protagonista masculino y la femenina. Esta es una mujer de clase popular y gitana mientras que el protagonista es un señorito burgués, militar, abogado etc. (Aunque a veces es un gitano y/o bandolero). La mujer es siempre quien lleva el papel activo en la relación que gana el amor de su pretendiente convirtiéndolo a su cultura. En caso de ser un gitano popular el protagonista, este suele debatirse entre la mujer de clase alta, culta y adinerada, y la gitana (ganando siempre la última). En el caso de salir airosa la mujer de clase alta, adoptará la cultura del bandolero.
La década de los cuarenta supone un cierto cansancio del género por parte del público y la paulatina sustitución de este cine de copla por un cine de cuplé. Aunque sigue la fama de las estrellas de la década anterior, está dominada por Juanita Reina, quien protagoniza películas dirigidas por Juan de Orduña y Luis Lucia.
Los cincuenta comienzan con el dominio de Juanita Reina, aunque el duelo de esta década será el que protagonizaran Lola Flores y Marujita Díaz, cuya hegemonía se extenderá a la década siguiente. Lola Flores ya había realizado películas a finales de los cuarenta, como Embrujo (Carlos Serrano de Osma, 1947), con su entonces pareja, el cantante Manolo Caracol. Después destaca  Marujita Díaz con gran variedad de películas como "Pelusa" premio a la mejor actriz en 1961, "La Corista", "La Casta Susana", "Y después del Cuplé", y  donde llevó su gran repertorio al teatro musical, que llegó a ser considerada la "Reina de la Revista Española", incluso a finales de los años setenta condujo un programa de televisión llamado "El show de Marujita Díaz" donde fue pionera en este tipo de géneros musicales llevados a la televisión. Por su parte, Sara Montiel (que, aunque no es exactamente una folclórica, puede ser incluida en este apartado por la estructura de sus películas), que había intervenido en papeles secundarios en algunas películas de los cuarenta y había intentado una carrera en Hollywood, ingresa en el Olimpo cinematográfico a raíz de El último cuplé (Juan de Orduña, 1957), el mayor éxito del cine español hasta la fecha. En esta época y, con menor impacto que las estrellas citadas, también se pondría ante las cámaras, Paquita Rico, entre otras.
Durante los años sesenta y setenta, pese a que continúan los rodajes protagonizados por Sara Montiel, Lola Flores, Paquita Rico y Marujita Díaz; se produce una decadencia del género si bien se incorpora a él una figura ascendente, Rocío Jurado, que interpretaría varias películas. El género, prácticamente desaparecido en los ochenta, tiene un último momento de éxito con las películas protagonizadas por Isabel Pantoja: Yo soy esa (Luis Sanz, 1990), que se acerca al millón y medio de espectadores, y El día que nací yo (Pedro Olea, 1991), con resultados de taquilla inferiores. De cualquier modo, el éxito de estas hace que otras folclóricas vuelvan a la pantalla en proyectos que pretenden ir más allá del simple catálogo de canciones filmadas como es el caso de Rocío Jurado con una nueva versión de La Lola se va a los puertos (Josefina Molina, 1993). El género tuvo otro fugaz resurgimiento en 1989 con la película Las cosas del querer, inspirada en la vida del cantante de copla Miguel de Molina y su continuación en 1995.
Finalmente, el género acabaría siendo homenajeado en la arrolladora —2,5 millones de espectadores— La niña de tus ojos (Fernando Trueba, 1998), comedia inspirada en las andanzas de las folclóricas que trabajaron en los estudios cinematográficos alemanes a finales de los años treinta. Especialmente en el trabajo de Imperio Argentina y Florián Rey en Carmen la de Ronda.

### Cine musical de niños prodigio
Desde finales de los años cincuenta, se pone de moda un cine musical infantil en el cual sus protagonistas son jovencísimos niños cantantes, que casi siempre tuvieron carreras musicales paralelas a las cinematográficas, y cuyas películas en muchos casos eran desarrolladas en torno a la venta de discos. El primero de estos niños cantantes de éxito sería Joselito que monopolizaría el género durante los años cincuenta con películas como El pequeño ruiseñor (1956) o La saeta del ruiseñor (1957) y así hasta nueve títulos, todos dirigidos por su descubridor Antonio del Amo. Su fama trascendió las fronteras nacionales llegando a hacerse muy popular en Francia. Intentó dar el paso de estrella infantil a adolescente con la película de Mur Oti Loca Juventud (1964) pero fracasó, llegando así al fin de su carrera cinematográfica. 
Caso diferente fue el de Marisol, niña prodigio que se estrenó con Un rayo de luz (1960), y que llegaría a convertirse en la mayor estrella del género durante su infancia y adolescencia. El paso del cine infantil al adolescente fue acompañado sin perder un ápice de éxito. Tras evolucionar a un cine más adulto, abandonó el género musical pero no su carrera discográfica, que desvincularía de la cinematográfica. En 1985, finalmente se retira de la vida pública.
El trío de artistas de mayor éxito del género sería completado con Rocío Dúrcal, que si bien debutó algo tardíamente, a los 16 años, en Canción de juventud (1961), rivalizó con los dos anteriores en el tipo de películas y el público al que iban destinadas. Con la decadencia del género, acabaría haciendo primero un cine musical convencional, y después otros tipos de cine. Rocío Dúrcal escenifica los nuevos aires de modernidad de los años 60. En sus musicales representa el papel de una chica dicharachera, pero que no olvida sus orígenes populares (De manera paralela a las películas de Sandra Dee en Estados Unidos). Al pasar la línea de la edad adulta, continúa cultivando el género musical con la adaptación de la pícara revista musical "Las Leandras". Terminó su carrera cinematográfica en pleno Destape para centrarse en una exitosísima carrera musical. 
Las mellizas zaragozanas Pili y Mili aparecieron justo antes de que la fórmula se agotase y protagonizron los últimos títulos de éxito de musical infantil, Como dos gotas de agua y Whisky y vodka, un cine mucho más moderno que las películas de Joselito.
El resto de intentos de lanzar nuevas estrellas en esta época fracasaron o no fructificaron cinematográficamente. Es el caso de Ana Belén que fue lanzada en 1965 como actriz infantil en el musical Zampo y yo (1965). Al ser un fracaso, se concentraría en prepararse teatralmente, y alcanzaría el éxito ya como actriz y cantante adulta. En los años setenta, ya sin la misma relevancia que en la década anterior, se intentó lanzar a grupos infantiles como La Pandilla, que protagonizó junto a Karina la película En un mundo nuevo (1972), sin demasiado éxito.
A principios de los ochenta, el género tiene un breve resurgimiento con el grupo Parchís, que protagonizaría varias películas musicales infantiles como La guerra de los niños (1980). Al amparo de este éxito, otros grupos como Regaliz con Buenas noches, señor monstruo (1982) o la cantante infantil Macarena Camacho Chispita, que protagonizaría Chispita y sus gorilas (1982), acompañada por dos protagonistas de la serie Verano azul, Miguel Ángel Valero y Miguel Joven. En este periodo, el asentado discográficamente dúo Enrique y Ana protagonizarían una película, Las aventuras de Enrique y Ana (1981).
Tras este periodo, que concluye en torno a 1983, el género desaparecería prácticamente por completo, salvo por esporádicas intentonas realizadas por grupos como Bom Bom Chip en El niño invisible (1995), o los cantantes infantiles Raulito con Franky Banderas (2004) y María Isabel con Ángeles S.A. (2007), entre otras, pero estas intentonas casi siempre carecieron del respaldo de la crítica y del público.

### Cine de zarzuela
El género lírico autóctono por excelencia ha tenido una presencia minoritaria dentro del conjunto del cine musical español, pero no por ello sus títulos son menores. La zarzuela se ha tratado de dos maneras: Adaptaciones de obras y películas musicales ambientadas en ese mundo.
En el primer caso se produjo en el cine español casi desde el principio pues, aunque resulte paradójico, existen versiones mudas de zarzuelas españolas como Los guapos (Segundo de Chomón, 1910) o La verbena de la Paloma (José Buchs, 1921). Esta última zarzuela tendría una segunda versión, de gran éxito (Benito Perojo, 1935) e incluso una tercera (José Luis Sáenz de Heredia, 1963. pero el mayor cultivador de este género fue sin duda Juan de Orduña quien, en 1969 y por encargo de la televisión estatal, adaptó al cine de La revoltosa, Las golondrinas, La canción del olvido y Bohemios.
Dentro de las películas ambientadas en el mundo de la zarzuela destacan varios títulos. El primero es De Madrid al cielo, la historia de una soprano que marcha a la capital para triunfar en el mundo de la lírica y sus altercados con una diva consagrada que trata de impedir su ascenso. Otros homenajes al mundo de la Zarzuela son Teatro Apolo o ¡Bruja, más que bruja!. Gran éxito comercial tuvo La corte de Faraón (1985), que trata las vicisitudes y choque con la censura de una compañía teatral para llevar a cabo la representación de la zarzuela homónima. Con esta película desaparece el musical de zarzuela de la cinematografía española.
Aparte de la Zarzuela, la música lírica ha estado representada en el cine español con adaptaciones de óperas y operetas, como Parsifal (1951) y La casta Susana (1963) interpretada por Marujita Díaz

### Cine flamenco
Antes de hablar de las películas de Carlos Saura, que es el gran impulsor de este género, hay que citar dos películas de Francisco Rovira Beleta: Los Tarantos (1963) y El amor brujo (1967), ambas películas consiguieron el hito de ser nominadas al Óscar. Otra película de este apartado, Montoyas y Tarantos (Vicente Escrivá, 1989) aspiró, sin éxito, a la misma nominación.
Carlos Saura, en colaboración con el bailarín Antonio Gades, filmó películas como Bodas de sangre (1981), Carmen (1983) o una nueva versión de El amor brujo (1986). A las que más tarde se sumarían Sevillanas (1992), Flamenco (1995) y Salomé (2002).

### Cine de cantantes
A mediados de los años 50, al amparo de la exitosa incursión de Elvis Presley en el cine, la cinematografía de diversos países utilizarán el reclamo de los cantantes de moda para asegurar el éxito en taquilla. En toda Europa grupos y solistas comienzan a ser atraídos por el cine. El caso más importante es el de Reino Unido y los seis títulos protagonizados por The Beatles, pero también países sin una importante tradición en el género. Un buen ejemplo es Italia, que ve nacer el "musicarello", comedias interpretadas por cantantes como Adriano Celentano, Rita Pavone o Mina en la que también cantan sus propios éxitos musicales. En una cinematografía como la española, en la que el musical nació con el mismo cine sonoro, la moda del cine de cantantes se adoptó como una modalidad más a toda la tradición del género. Caso paradójico es el de Antonio Molina, que ya había realizado una importante carrera como actor musical que terminó, precisamente, en la época que se iniciaba el cine de cantantes. En su caso se debe a haberse dedicado a la copla e incluirse su cine dentro del musical folklórico. Con la entrada de los aires de modernidad en los años 60, los gustos del público joven comenzaron a demandar música pop, que es la protagonista de esta modalidad de musicales. Los cantantes del momento, como Raphael, Los Bravos, Julio Iglesias u Hombres G; tuvieron oportunidad de desarrollar cortas carreras cinematográficas en películas concebidas como vehículos para su promoción. Hubo, no obstante, cantares que fueron más allá de intervenir en dos o tres rodajes como es el caso de Manolo Escobar que protagonizó más de una veintena de títulos, o Luis Mariano que luciría su voz en operetas como la adaptación de Violetas imperiales (Richard Pottier, 1952) o El sueño de Andalucía (Luis Lucia, 1953).

#### Principales cantantes con carrera cinematográfica
Solo se incluyen películas musicales. Varios cantantes, como Joan Manuel Serrat o Massiel, han continuado en mayor o menor medida, su carrera como actores en cine o televisión fuera del género musical.
Antonio Molina
| Año  | Título                   |
| ---- | ------------------------ |
| 1953 | El pescador de coplas    |
| 1955 | Esa voz es una mina      |
| 1956 | Malagueña                |
| 1957 | La hija de Juan Simón    |
| 1958 | El Cristo de los Faroles |
| 1960 | Café de Chinitas         |
| 1965 | Puente de coplas         |

Manolo Escobar
| Año  | Título                                |
| ---- | ------------------------------------- |
| 1963 | Los guerrilleros                      |
| 1964 | Mi canción es para ti                 |
| 1965 | Un beso en el puerto                  |
| 1966 | El Padre Manolo                       |
| 1967 | Pero, ¿En qué país vivimos?           |
| 1968 | Relaciones casi públicas              |
| 1969 | Juicio de faldas                      |
| 1970 | En un lugar de La Manga               |
| 1971 | Me debes un muerto                    |
| 1972 | Entre dos amores                      |
| 1973 | Me has hecho perder el juicio         |
| 1974 | Cuando los niños vienen de Marsella   |
| 1975 | Eva, ¿qué hace ese hombre en tu cama? |
| 1976 | La mujer es un buen negocio           |
| 1977 | Préstemela esta noche                 |
| 1978 | Donde hay patrón                      |
| 1979 | Alejandra, mon amour                  |
| 1980 | ¿Dónde estará mi niño?                |
| 1981 | Todo es posible en Granada            |

Marujita Díaz
| Año  | Título                  |
| ---- | ----------------------- |
| 1951 | Una cubana en España    |
| 1953 | El pescador de coplas   |
| 1959 | Y después del cuplé     |
| 1960 | Pelusa                  |
| 1960 | La corista              |
| 1961 | La cumparsita           |
| 1961 | Han robado una estrella |
| 1961 | Abuelita Charlestón     |
| 1963 | La casta Susana         |
| 1963 | Lulú                    |
| 1971 | Carmen Boom             |

Raphael
| Año  | Título                  |
| ---- | ----------------------- |
| 1963 | Las gemelas             |
| 1966 | Cuando tu no estás      |
| 1967 | Al ponerse el sol       |
| 1968 | Digan lo que digan      |
| 1969 | El golfo                |
| 1969 | El ángel                |
| 1970 | Sin un adiós            |
| 1973 | Volveré a nacer         |
| 1978 | Donde termina el camino |

Dúo Dinámico
| Año  | Título               |
| ---- | -------------------- |
| 1961 | Botón de ancla       |
| 1964 | Búsqueme a esa chica |
| 1964 | Escala en Tenerife   |
| 1968 | Una chica para dos   |

Los Bravos
| 1967 | Los chicos con las chicas |
| 1968 | ¡Dame un poco de amor!    |
| 1969 | Amor y simpatía           |

Joan Manuel Serrat
| Año  | Título                                      |
| ---- | ------------------------------------------- |
| 1968 | Palabras de amor                            |
| 1970 | La larga agonía de los peces fuera del agua |
| 1972 | Mi profesora particular                     |

Massiel
| Año  | Título             |
| ---- | ------------------ |
| 1966 | Vestida de novia   |
| 1967 | Codo con codo      |
| 1968 | Cantando a la vida |

Julio Iglesias
| Año  | Título              |
| ---- | ------------------- |
| 1969 | La vida sigue igual |
| 1979 | Me olvidé de vivir  |

Karina
| Año  | Título             |
| ---- | ------------------ |
| 1968 | Los chicos de Preu |
| 1971 | En un mundo nuevo  |

Fórmula V
| Año  | Título                             |
| ---- | ---------------------------------- |
| 1968 | Un, dos, tres, al escondite inglés |
| 1969 | A 45 revoluciones por minuto       |

## Principales musicales españoles
| Año  | Título                             | Director                      | Protagonistas                                        |
| ---- | ---------------------------------- | ----------------------------- | ---------------------------------------------------- |
| 1934 | La Hermana San Sulpicio            | Florián Rey                   | Imperio Argentina Ricardo Núñez                      |
| 1935 | Nobleza Baturra                    | Florián Rey                   | Imperio Argentina Miguel Ligero Rodríguez            |
| 1934 | La verbena de la Paloma            | Benito Perojo                 | Rafael Calvo Dolores Cortés                          |
| 1935 | Morena Clara                       | Florián Rey                   | Imperio Argentina Manuel Luna                        |
| 1938 | Carmen la de Triana                | Florián Rey                   | Imperio Argentina Rafael Rivelles                    |
| 1945 | Bambú                              | José Luis Sáenz de Heredia    | Imperio Argentina Fernando Fernán Gómez Sara Montiel |
| 1950 | Teatro Apolo                       | Rafael Gil                    | Manuel Arbó María Asquerino                          |
| 1951 | Parsifal                           | Daniel Mangrané               | Gustavo Rojo Ludmilla Tchérina                       |
| 1951 | Ronda española                     | Ladislao Vajda                | Manuel Aguilera Margarita Alexandre                  |
| 1952 | Duende y misterio del flamenco     | Edgar Neville                 | (Documental)                                         |
| 1952 | De Madrid al cielo                 | Rafael Gil                    | María de los Ángeles Morales Gustavo Rojo            |
| 1952 | Doña Francisquita                  | Ladislao Vajda                | José Isbert Emma Penella                             |
| 1952 | Amor sobre ruedas                  | Ramón Torrado                 | Carmen Morell Alicia Altabella                       |
| 1953 | El pescador de coplas              | Antonio Del Amo               | Marujita Díaz Antonio Molina                         |
| 1954 | Sucedió en Sevilla                 | José G. Maesso                | Juanita Reina Rubén Rojo                             |
| 1954 | Aventuras del barbero de Sevilla   | Ladislao Vajda                | Emma Penella Fernando Sancho José Isbert             |
| 1957 | El último cuplé                    | Juan de Orduña                | Sara Montiel                                         |
| 1958 | La violetera                       | Luis César Amadori            | Sara Montiel                                         |
| 1959 | Carmen la de Ronda                 | Tulio Demichelli              | Sara Montiel                                         |
| 1959 | Y después del cuplé                | Ernesto Arancibia             | Marujita Díaz                                        |
| 1960 | Pelusa                             | Javier Setó                   | Marujita Díaz                                        |
| 1960 | La Corista                         | José María Elorrieta          | Marujita Díaz                                        |
| 1960 | El pequeño coronel                 | Antonio del Amo               | Joselito Tomás Blanco                                |
| 1961 | La cumparsita                      | Enrique Carreras              | Marujita Díaz                                        |
| 1961 | Diferente                          | Luis María Delgado            | Alfredo Alaria Manuel Monroy                         |
| 1962 | Lulú                               | Javier Setó                   | Marujita Díaz                                        |
| 1962 | Abuelita Charlestón                | Javier Setó                   | Marujita Díaz                                        |
| 1962 | La reina del Chantecler            | Rafael Gil                    | Sara Montiel Alberto de Mendoza                      |
| 1962 | Esa pícara pelirroja               | José María Elorrieta          | Ismael Merlo Gracita Morales                         |
| 1963 | La verbena de la paloma            | José Luis Sáenz de Heredia    | Concha Velasco Vicente Parra                         |
| 1963 | La casta Susana                    | Luis César Amadori            | Marujita Díaz Gracita Morales                        |
| 1963 | Los Tarantos                       | Francisco Rovira Beleta       | Carmen Amaya Antonio Gades                           |
| 1963 | Como dos gotas de agua             | Luis César Amadori            | Pili y Mili                                          |
| 1964 | La nueva Cenicienta                | George Sherman                | Marisol Antonio El Bailarín                          |
| 1964 | Dos chicas locas, locas            | Pedro Lazaga                  | Pili y Mili                                          |
| 1964 | Tengo diecisiete años              | José María Forqué             | Rocío Dúrcal                                         |
| 1965 | Zampo y yo                         | Luis Lucía                    | Ana Belén                                            |
| 1965 | Whisky y vodka                     | Fernando Palacios             | Pili y Mili                                          |
| 1965 | Más bonita que ninguna             | Luis César Amadori            | Rocío Dúrcal                                         |
| 1966 | Cuando tú no estás                 | Mario Camus                   | Raphael                                              |
| 1967 | Al ponerse el Sol                  | Mario Camus                   | Raphael                                              |
| 1967 | Codo con codo                      | Víctor Auz                    | Massiel Bruno Lomas                                  |
| 1967 | Las cuatro bodas de Marisol        | Luis Lucia                    | Marisol                                              |
| 1967 | El amor brujo                      | Francisco Rovira Beleta       | Antonio Gades La Polaca                              |
| 1968 | El golfo                           | Vicente Escrivá               | Raphael Shirley Jones                                |
| 1969 | La revoltosa                       | Juan de Orduña                | Ramón Alonso Antonio Casal                           |
| 1969 | El huésped del sevillano           | Juan de Orduña                | Malik Abidin María José Alfonso                      |
| 1969 | Bohemios                           | Juan de Orduña                | Julián Mateos Dyanik Zurakowska Antonio Durán        |
| 1969 | Las leandras                       | Eugenio Martín                | Rocío Dúrcal Alfredo Landa                           |
| 1969 | Un, dos, tres, al escondite inglés | Iván Zulueta                  | José Luis Borau Antonio Drove Carlos Garrido         |
| 1970 | Sin un adiós                       | Vicente Escrivá               | Raphael                                              |
| 1971 | La cera virgen                     | José María Forqué             | Carmen Sevilla José Luis López Vázquez               |
| 1971 | Carmen Boom                        | Nick Nostro                   | Marujita Díaz                                        |
| 1976 | ¡Bruja, más que bruja!             | Fernando Fernán Gómez         | Francisco Algora Emma Cohen                          |
| 1980 | Bodas de sangre                    | Carlos Saura                  | Antonio Gades Cristina Hoyos                         |
| 1983 | Carmen                             | Carlos Saura                  | Antonio Gades Cristina Hoyos                         |
| 1986 | El amor brujo                      | Carlos Saura                  | Antonio Gades Cristina Hoyos                         |
| 2002 | El otro lado de la cama            | Emilio Martínez-Lázaro        | Ernesto Alterio Paz Vega                             |
| 2005 | Los 2 lados de la cama             | Emilio Martínez Lázaro        | Ernesto Alterio Alberto San Juan                     |
| 2016 | Cerca de tu casa                   | Eduard Cortés                 | Silvia Pérez Cruz Ivan Benet                         |
| 2017 | La llamada                         | Javier Calvo, Javier Ambrossi | Macarena García Anna Castillo                        |
| 2020 | Explota Explota                    | Nacho Álvarez                 | Ingrid García-Jonsson Verónica Echegui               |

## Canciones originales
Las canciones son, junto con las coreografías, el ingrediente principal del cine musical. Aunque muchas películas echaron manos a canciones anteriores que ya habían alcanzado el éxito, la cinematografía española musical ha dado un importante número de canciones originales. Muchos de ellos alcanzaron tal fama que una gran parte del público desconoce su origen fílmico.
Esta lista sólo incluye canciones originales de películas musicales.
| Canción                | Película             | Intérprete original | año  |
| ---------------------- | -------------------- | ------------------- | ---- |
| Échale guindas al pavo | Morena Clara         | Imperio Argentina   | 1935 |
| El día que nací yo     | Morena Clara         | Imperio Argentina   | 1935 |
| La falsa moneda        | Morena Clara         | Imperio Argentina   | 1935 |
| Los piconeros          | Carmen la de Triana  | Imperio Argentina   | 1938 |
| A tu vera              | El balcón de la luna | Lola Flores         | 1962 |
| Tómbola                | Tómbola              | Marisol             | 1962 |